# Озајз-Пезарис (Удине)
Озајз-Пезарис је насеље у Италији у округу Удине, региону Фурланија-Јулијска крајина.
Према процени из 2011. у насељу је живело 249 становника. Насеље се налази на надморској висини од 746 м.